# Emmanuel Carrère

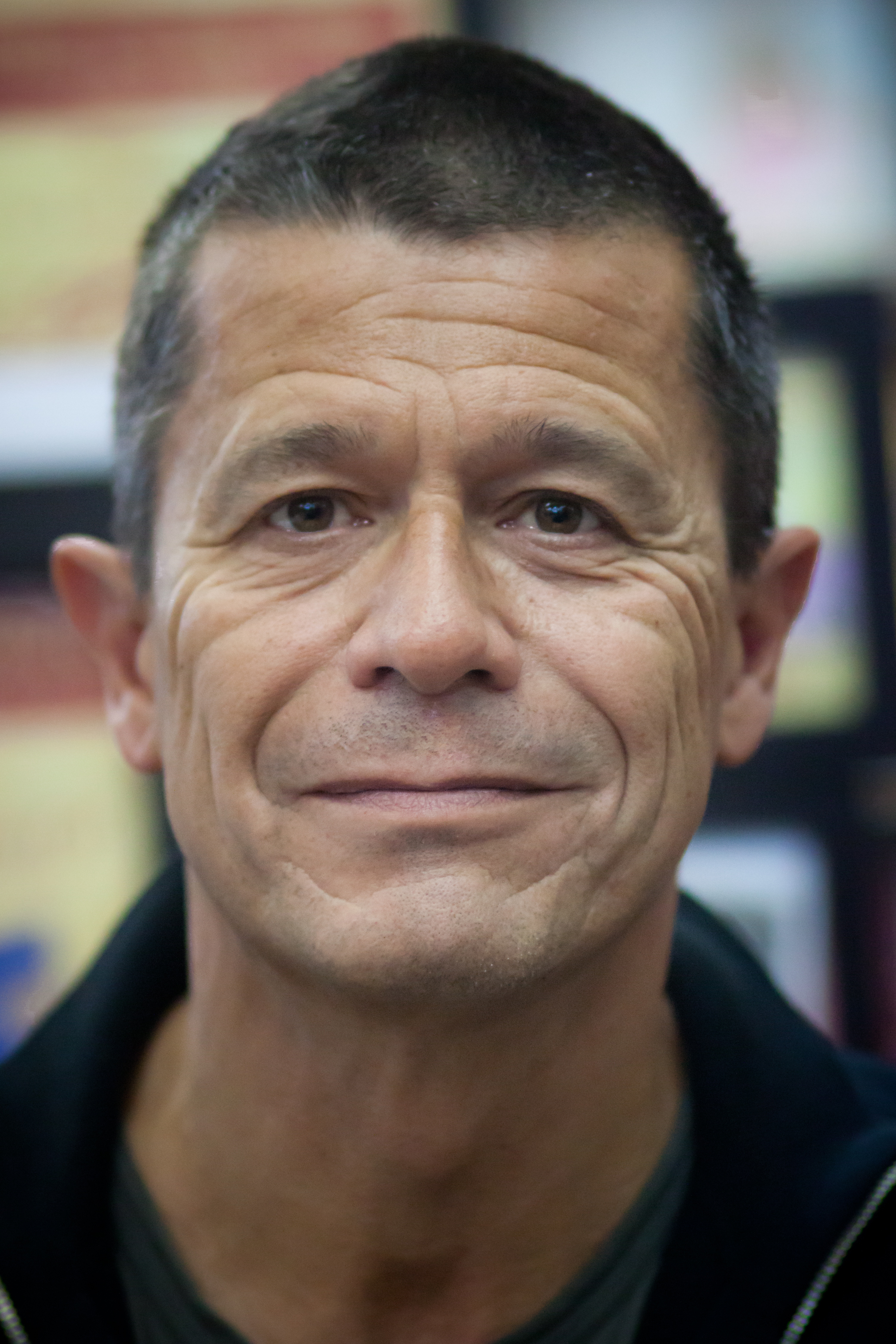
Emmanuel Carrère (2012)

Emmanuel Carrère (* 9. Dezember 1957 in Paris) ist ein französischer Schriftsteller, Drehbuchautor, Filmproduzent und Filmregisseur.

## Leben
Carrère ist der Sohn der französischen Historikerin Hélène Carrère d’Encausse, geborene Zourabichvili, und von Louis Carrère d’Encausse, der in der Versicherungsbranche tätig war. Die Cousine seiner Mutter ist die französisch-georgische Politikerin und amtierende Staatspräsidentin Georgiens, Salome Surabischwili.
Carrère hat seit den frühen 1980er-Jahren rund ein Dutzend Bücher geschrieben, die zum Teil preisgekrönt wurden. Ferner war er Drehbuchautor und Produzent einer Reihe von Filmen für Kino und Fernsehen. 2010 war er Jurymitglied bei der Auswahl der Spielfilme bei den 63. Filmfestspielen von Cannes und 2015 Jurymitglied bei den 72. Internationalen Filmfestspielen von Venedig.
Die Frankfurter Allgemeine Zeitung beschrieb sein Yoga (2020, deutsch 2022) als „ein ebenso virtuoses wie umstrittenes Beispiel der Autofiktion, das mit vielem abrechnet“.
Carrère tritt auch gelegentlich als Regisseur in Erscheinung, zuerst 2003 mit der Dokumentation Retour à Kotelnitch. Zwei Spielfilme folgten.

## Zitat
„Dann gibt es die Aufrichtigkeit. Das ist nicht dasselbe wie Wahrheit. Ich kann aufrichtig sein und mich irren. Und dann gibt es die Wahrheit als solche. Was ist das? Das Stärkste, was mir dazu einfällt, ist von Kafka: ‚Unwissend bin ich, die Wahrheit bleibt jedenfalls bestehen.‘“

## Werke
- Werner Herzog. Ediling, Paris 1982, ISBN 2-85601-017-2.
- L’Amie du jaguar. Flammarion, Paris 1983, ISBN 2-84682-207-7.
- Bravoure. P.O.L., Paris 1984, ISBN 2-86744-023-8.
- La Moustache. P.O.L., Paris 1986, ISBN 2-86744-057-2. Deutsche Fassungen:
  - Der Gegenläufer. Übers. Georges Hausemer. Manholt, Bremen  1987, ISBN 3-924903-59-X. Nachauflage als:
  - Der Schnurrbart. Wagenbach, Berlin 1997, ISBN 3-8031-2289-9.
- Le Détroit de Behring: Introduction a l’uchronie. P.O.L., Paris 1986, ISBN 2-86744-070-X.
  - Kleopatras Nase: Kleine Geschichte der Uchronie. Übers. Lis Künzli.[2] Gatza, Berlin 1993, ISBN 3-928262-09-2.
- Hors d’atteinte. P.O.L., Paris 1988, ISBN 2-86744-119-6.
- Je suis vivant et vous êtes morts.: Philip K. Dick 1928–1982. Le Seuil, Paris 1993, ISBN 2-02-020173-9.
  - Ich lebe und ihr seid tot. Die Parallelwelten des Philip K. Dick. Aus dem Französischen von Claudia Hamm, Matthes & Seitz, Berlin 2025, ISBN 978-3-95757-881-5.
- La Classe de neige. P.O.L., Paris 1995, ISBN 2-86744-477-2.
  - Schneetreiben. Übers. Lis Künzli. Berlin Verlag, 1996, ISBN 3-8270-0198-6.
- L’Adversaire. P.O.L., Paris 2000, ISBN 2-86744-682-1.
  - Amok. Übers. Irmengard Gabler. Fischer, Frankfurt 2001, ISBN 3-10-010220-7.
  - Der Widersacher. Neuübers. Claudia Hamm. Matthes & Seitz, Berlin 2018, ISBN 978-3-95757-612-5. (mit einem Interview Carrères mit Claudia Hamm)
- Un roman russe. P.O.L., Paris 2007, ISBN 978-2-84682-182-7.
  - Ein russischer Roman. Übers. Claudia Hamm. Matthes & Seitz, Berlin 2017, ISBN 978-3-95757-363-6.
- D’autres vies que la mienne. P.O.L., Paris 2009, ISBN 978-2-84682-250-3.
  - Alles ist wahr. Übers. Claudia Hamm. Matthes & Seitz, Berlin 2014, ISBN 978-3-88221-951-7.
- Limonov. P.O.L., Paris 2011, ISBN 978-2-8180-1405-9.
  - Limonow. Übers. Claudia Hamm. Matthes & Seitz, Berlin 2012, ISBN 978-3-88221-995-1.[3][4]
- Le Royaume. P.O.L., Paris 2014, ISBN 978-2-8180-2118-7.
  - Das Reich Gottes. Übers. Claudia Hamm. Matthes & Seitz, Berlin 2016, ISBN 978-3-95757-226-4.
- Family love. MARTINIERE BL, 2014, ISBN 978-2-7324-6498-5.
  - Julies Leben. Übers. Claudia Hamm. Matthes & Seitz, Berlin 2020, ISBN 978-3-95757-885-3.
- Il est avantageux d’avoir où aller. Reportagen, Artikel u. ä., POL, Paris 2016, ISBN 978-2-8180-3876-5.
- Lettre à une Calaisienne. Revue XXI, April. Drei Zeichnungen von Aline Zalko, 2016.[5]
  - Brief an eine Zoowärterin aus Calais. Übers. Claudia Hamm. Matthes & Seitz, Berlin 2017, ISBN 978-3-95757-448-0.[6]
- Yoga. P.O.L, Paris 2020, ISBN 978-2-8180-5138-2.
  - Yoga. Übers. Claudia Hamm. Matthes & Seitz, Berlin 2022, ISBN  978-3-7518-0058-7.
- V13. P.O.L, Paris 2022, ISBN 978-2-8180-5606-6.
  - V13. Die Terroranschläge von Paris. Gerichtsreportage. Aus dem Französischen von Claudia Hamm. Matthes & Seitz, Berlin 2023, ISBN 978-3-7518-0942-9 (Rezension von Gustav Seibt in der SZ vom 3. August 2023 SZPlus).

## Film
Eigene Filme
- 2003: Retour à Kotelnitch. Dokumentarfilm. Regie.
- 2022: Wie im echten Leben (Ouistreham)

Verfilmungen
- 1998: La classe de neige (Schneetreiben), Regie: Claude Miller.
- 2002: L’adversaire, Regie: Nicole Garcia.
- 2005: La Moustache, Eigenregie und Teile des Drehbuchs, mit Emmanuelle Devos und Vincent Lindon.

## Fernsehen
- 1991: Léon Morin, prêtre, Drehbuch. Regie: Pierre Boutron nach einem Roman von Béatrix Beck mit Nicole Garcia und Robin Renucci.
- 2010: Un lieu incertain, Drehbuch. Regie: Josée Dayan nach einem Roman von Fred Vargas.
- 2012: Les revenants, Fernsehserie; Mitarbeit am Drehbuch.

## Auszeichnungen und Preise
- 1984: Prix Passion für Bravoure
- 1985: Prix de la Vocation für Bravoure
- 1987: Grand Prix de l’Imaginaire für Le Détroit de Behring
- 1988: Prix Kléber Haedens für Hors d’atteinte
- 1995: Prix Femina für La Classe de neige
- 2006: Chlatmadis Award for Best Adapted Screenplay für La Moustache
- 2009: Prix Marie Claire du roman d’émotion und Prix des lecteurs de L’Express, sowie Prix Crésus jeweils für D’autres vies que la mienne
- 2010: Globe de Cristal für D’autres vies que la mienne
- 2010: Grand Prix de littérature Henri Gal de l’Académie française für sein bisheriges Werk
- 2011: Prix de la langue française
- 2011: Prix Renaudot für Limonov
- 2012: Premio Malaparte
- 2014: Prix Litteraire du Journal Le Monde
- 2015: Premio Autore Straniero des Premio Mondello
- 2017: FIL-Preis
- 2021: Prinzessin-von-Asturien-Preis in der Kategorie Literatur
- 2023: Premio Strega Europeo für V13